# 1585 w literaturze
Wydarzenia literackie w 1585 roku.

## Nowe książki
- polskie
  - Józef Wereszczyński – Gościniec pewny niepomiernym moczygębom a obmierzłym wydmikuflom świata tego

- zagraniczne
  - Miguel de Cervantes – Galatea
  - Piotr Kanizjusz – Catechismus Catholicorum (Iscige pammacischen) (łotewski przekład)

## Nowe poezje
- polskie
  - Sebastian Fabian Klonowic – Żale nagrobne na ślachetnie urodzonego pana Jana Kochanowskiego
  - Mikołaj Kochanowski – Rotuły